# ATP Champions Tour
L'ATP Champions Tour è un campionato maschile di tennis riservato ad ex tennisti professionisti, ritiratisi dal circuito tennistico professionistico principale (ATP). Il campionato coinvolge numerosi giocatori di successo del passato in diverse tappe in giro per il mondo.
Per poter aderire a questo circuito, un giocatore deve essere nell'anno del suo 35º compleanno oppure deve essersi ritirato dall'ATP World Tour da almeno due anni; inoltre deve essere stato o un numero uno nel ranking ATP, o un finalista in un torneo del Grande Slam o un singolarista in una squadra che ha vinto la Coppa Davis. Ad ogni torneo possono poi essere invitati due tennisti a scelta, destinatari di una wild card.
Il circuito solitamente è costituito da circa 10 tornei che vengono disputati in tutto il mondo e viene chiuso dal "AEGON Masters Tennis" presso la Royal Albert Hall di Londra. Tipicamente un torneo si disputa sulla lunghezza di quattro giorni e vede al via otto atleti che si scontrano in due gironi da quattro con la formula del round-robin, garantendo che ogni giocatore giochi almeno tre incontri. I vincitori dei due gironi si incontrano nella finale del torneo, mentre i due secondi classificati si giocano la finale per il 3º-4º posto.
Gli incontri sono disputati al meglio dei tre set, con il set decisivo che viene giocato secondo la formula del Champions tie-break: questa è una variante del tie-break tradizionale e si differenzia da questo in quanto il vincitore è colui che arriva a 10 punti, con un margine di 2.
I punti del circuito vengono assegnati in questo modo: 400 punti al vincitore, 300 al finalista, 200 al terzo e 150 al quarto. Vengono inoltre dati 150 punti a quinto e sesto e 60 punti a settimo e ottavo.

## Partecipanti
Tra i partecipanti più celebri del circuito si ricordano John McEnroe, Björn Borg, Mats Wilander, Henri Leconte, Pete Sampras, Pat Cash, Mansour Bahrami e Tim Henman.
Björn Borg, John McEnroe, Mats Wilander, Stefan Edberg, Boris Becker, Jim Courier, Pete Sampras, Thomas Muster, Marcelo Ríos, Goran Ivanišević, Yevgeny Kafelnikov, Patrick Rafter, Ivan Lendl, Carlos Moyá, Jimmy Connors e recentemente Andy Roddick hanno almeno una partecipazione.
Di seguito una lista dei partecipanti al tour:
- Mansour Bahrami
- Jeremy Bates
- Boris Becker
- James Blake
- Björn Borg
- Sergi Bruguera
- Omar Camporese
- Pat Cash
- Michael Chang
- José Luis Clerc
- Jimmy Connors
- Albert Costa
- Jim Courier
- Marcos Daniel
- Stefan Edberg
- Younes El Aynaoui
- Thomas Enqvist
- Wayne Ferreira
- Guy Forget
- Renzo Furlan
- Brad Gilbert
- Justin Gimelstob
- Andrés Gómez
- Fernando González
- Magnus Gustafsson
- Paul Haarhuis
- Tim Henman
- Goran Ivanišević
- Anders Järryd
- Yevgeny Kafelnikov
- Petr Korda
- Richard Krajicek
- Aaron Krickstein
- Magnus Larsson
- Henri Leconte
- Ivan Lendl
- Todd Martin
- Xavier Malisse
- John McEnroe
- Fernando Meligeni
- Carlos Moyá
- Thomas Muster
- Yannick Noah
- Mikael Pernfors
- Mark Philippoussis
- Cédric Pioline
- Patrick Rafter
- Guillaume Raoux
- Marcelo Ríos
- Andy Roddick
- Greg Rusedski
- Marat Safin
- Pete Sampras
- Fabrice Santoro
- Flávio Saretta
- Carl-Uwe Steeb
- Michael Stich
- Guillermo Vilas
- Mats Wilander
- Mariano Zabaleta

## Numeri uno a fine stagione
| Anno | Giocatore            |
| ---- | -------------------- |
| 1998 | John McEnroe         |
| 1999 | John McEnroe (2)     |
| 2000 | John McEnroe (3)     |
| 2001 | John McEnroe (4)     |
| 2002 | Petr Korda           |
| 2003 | John McEnroe (5)     |
| 2004 | Jim Courier          |
| 2005 | Goran Ivanišević     |
| 2006 | Marcelo Ríos         |
| 2007 | Sergi Bruguera       |
| 2008 | Goran Ivanišević (2) |
| 2009 | Thomas Enqvist       |
| 2010 | Thomas Enqvist (2)   |
| 2011 | Carlos Moyá          |
| 2012 | Carlos Moyá (2)      |
| 2013 | John McEnroe (6)     |
| 2014 | Goran Ivanisevic (3) |

## 2000
| Torneo                  | Vincitore       | Finalista       | Punteggio         | Terzo posto     |
| ----------------------- | --------------- | --------------- | ----------------- | --------------- |
| Dublino                 | John McEnroe    | Henri Leconte   | 6–4, 6–3          | Pat Cash        |
| Naples, Florida         | John McEnroe    | Henri Leconte   | 6–0, 0–1 ritirato | Nessuno         |
| Doha                    | Björn Borg      | Mats Wilander   | 3–6, 6–3, [10–8]  | John McEnroe    |
| Majorca                 | Anders Järryd   | Mats Wilander   | 6–1, 6–1          | Pat Cash        |
| Richmond, Virginia      | John McEnroe    | Andrés Gómez    | 6–1, 6–2          | Nessuno         |
| Raleigh, North Carolina | John McEnroe    | Mats Wilander   | 6–1, 6–4          | Nessuno         |
| New York                | Mikael Pernfors | Henri Leconte   | 6–2, 6–2          | Nessuno         |
| San Diego, California   | Pat Cash        | John McEnroe    | 6–3, 7–5          | Andrés Gómez    |
| Aland                   | Björn Borg      | Anders Järryd   | 6–3, 5–7, [11–9]  | Veli Paloheimo  |
| Chicago,IL              | John McEnroe    | Mats Wilander   | 6–2, 6–4          | Nessuno         |
| Parigi                  | Guy Forget      | Pat Cash        | 7–6,6–2           | John McEnroe    |
| Palo Alto, California   | John McEnroe    | José Luis Clerc | 6–2, 6–3          | Nessuno         |
| Ginevra                 | John McEnroe    | Guy Forget      | 7–6, 6–2          | Yannick Noah    |
| Singapore               | John McEnroe    | Mansour Bahrami | 6–2, 6–2          | Nessuno         |
| Hong Kong               | John McEnroe    | Mats Wilander   | 6–1, 6–3          | Mikael Pernfors |
| Francoforte             | John McEnroe    | Henri Leconte   | 6–1, 6–3          | Mikael Pernfors |
| Londra                  | Pat Cash        | John McEnroe    | 6–7, 7–5, [14–12] | Nessuno         |

## 2001
| Torneo                    | Vincitore    | Finalista    | Punteggio           | Terzo posto |
| ------------------------- | ------------ | ------------ | ------------------- | ----------- |
| Dublino                   | John McEnroe | Guy Forget   | 7–6(7), 7–6(6)      | Pat Cash    |
| Naples, Florida           | Andrés Gómez | John McEnroe | 3–6, 6–3, [11–9]    | Nessuno     |
| Newport Beach, California | John McEnroe | Pat Cash     | 7–6(4), 5–7, [10–7] | Nessuno     |
| Londra                    | Guy Forget   | Petr Korda   | 7–5, 6(5)–7, [10–7] | Nessuno     |

## 2002
| Torneo      | Vincitore    | Finalista     | Punteggio        | Terzo posto    |
| ----------- | ------------ | ------------- | ---------------- | -------------- |
| Majorca     | Yannick Noah | Anders Järryd | 7–5, 2–6, [10–6] | Henri Leconte  |
| Algarve     | John McEnroe | Andrés Gómez  | 6–2, 6–3         | Carl-Uwe Steeb |
| Graz        | Boris Becker | Petr Korda    | 6–4, 6–4         | Nessuno        |
| Parigi      | Jakob Hlasek | Yannick Noah  | 4–6, 6–2, [10–3] | Nessuno        |
| Eindhoven   | John McEnroe | Petr Korda    | 3–6, 6–3, [10–3] | Paul Haarhuis  |
| Monte Carlo | Petr Korda   | John McEnroe  | 6–4, 6–4         | Yannick Noah   |
| Francoforte | Petr Korda   | Michael Stich | 6–3, 6–4         | John McEnroe   |
| Londra      | Petr Korda   | Michael Stich | 6–1, 6–4         | Henri Leconte  |

## 2003
| Torneo      | Vincitore     | Finalista       | Punteggio            | Terzo posto   |
| ----------- | ------------- | --------------- | -------------------- | ------------- |
| Bruxelles   | John McEnroe  | Guy Forget      | 6–2, 6(12)–7, [10–6] | Filip Dewulf  |
| Algarve     | Michael Stich | John McEnroe    | 6–4, 6–0             | Jeremy Bates  |
| Graz        | Boris Becker  | Mats Wilander   | 7–5. 6–0             | Thomas Muster |
| Parigi      | Guy Forget    | Guillaume Raoux | 6–1, 6–2             | Yannick Noah  |
| Eindhoven   | John McEnroe  | Petr Korda      | 2–6, 6–3, [10–8]     | Jan Siemerink |
| Monte Carlo | John McEnroe  | Petr Korda      | 6–2, 6–2             | Thomas Muster |
| Londra      | John McEnroe  | Guy Forget      | 7–6, 6–2             | Nessuno       |

## 2004
| Torneo     | Vincitore        | Finalista        | Punteggio           | Terzo posto      |
| ---------- | ---------------- | ---------------- | ------------------- | ---------------- |
| Roma       | Thomas Muster    | Mats Wilander    | 6–4, 6–4            | Omar Camporese   |
| Algarve    | Jim Courier      | Richard Krajicek | 6–2, 6(6)–7, [11–9] | Emilio Sánchez   |
| Seiersberg | Boris Becker     | Thomas Muster    | 6–2, 6–4            | Sergi Bruguera   |
| Parigi     | Sergi Bruguera   | Jim Courier      | 6–2, 6–4            | Michael Stich    |
| Eindhoven  | Goran Ivanišević | Jim Courier      | 7–6(4), 7–6(7)      | Thomas Muster    |
| Bruxelles  | Jim Courier      | Guy Forget       | 2–6, 7–6(3), [10–5] | Richard Krajicek |
| Londra     | Jim Courier      | Thomas Muster    | 7–6(4), 6–4         | Nessuno          |

## 2005
| Torneo          | Vincitore        | Finalista        | Punteggio        | Terzo posto         |
| --------------- | ---------------- | ---------------- | ---------------- | ------------------- |
| Francoforte     | John McEnroe     | Cédric Pioline   | 6–2, 6–4         | Goran Ivanišević    |
| Doha            | Sergi Bruguera   | Pat Cash         | 6–3, 6–1         | Cédric Pioline      |
| Hong Kong       | Goran Ivanišević | Pat Cash         | 6–2, 6–4         | Thomas Muster       |
| Roma            | Thomas Muster    | Jim Courier      | 6–7, 6–1, [10–4] | John McEnroe        |
| Novi Vinodolski | Cédric Pioline   | Goran Ivanišević | 6–3, 7–6(4)      | Thomas Muster       |
| Algarve         | John McEnroe     | Pat Cash         | 6–1, 7–5         | Paul Haarhuis       |
| Seiersberg      | Thomas Muster    | Goran Ivanišević | 6–4, 3–6, [10–7] | AUT Alex Antonitsch |
| Parigi          | Jim Courier      | Cédric Pioline   | 7–6(4), 6–4      | Sergi Bruguera      |
| Eindhoven       | Goran Ivanišević | Richard Krajicek | 7–6, 7–6         | John McEnroe        |
| Essen           | Goran Ivanišević | John McEnroe     | 6–3, 6–4         | Anders Järryd       |
| Londra          | Paul Haarhuis    | Jim Courier      | 6–3, 7–6(2)      | Nessuno             |

## 2006
| Torneo          | Vincitore        | Finalista        | Punteggio           | Terzo posto      |
| --------------- | ---------------- | ---------------- | ------------------- | ---------------- |
| Doha            | Marcelo Ríos     | Cédric Pioline   | 6–2, 6–2            | Richard Krajicek |
| Hong Kong       | Marcelo Ríos     | Thomas Muster    | 6–3, 6–3            | Cédric Pioline   |
| Barcellona      | Sergi Bruguera   | Carlos Costa     | 6–1, 6–4            | Richard Krajicek |
| Roma            | Renzo Furlan     | Sergi Bruguera   | 6–4, 4–6, [13–11]   | Cédric Pioline   |
| Algarve         | Marcelo Ríos     | John McEnroe     | 6–2, 6–4            | Carl-Uwe Steeb   |
| Graz-Seiersberg | Marcelo Ríos     | Thomas Muster    | 7–6(1), 7–6(5)      | Goran Ivanišević |
| Parigi          | Marcelo Ríos     | Goran Ivanišević | 7–5, 6–3            | Cédric Pioline   |
| Eindhoven       | Marcelo Ríos     | Wayne Ferreira   | 6–3,6–1             | Richard Krajicek |
| Francoforte     | Goran Ivanišević | John McEnroe     | 7–6(12), 7–6(1)     | Paul Haarhuis    |
| Londra          | Paul Haarhuis    | Goran Ivanišević | 7–6(4), 5–7, [10–7] | Nessuno          |

## 2007
| Torneo      | Vincitore         | Finalista         | Punteggio               | Terzo posto      |
| ----------- | ----------------- | ----------------- | ----------------------- | ---------------- |
| Belfast     | Anders Järryd     | Henri Leconte     | 6–4, 6–2                |                  |
| Barcellona  | Sergi Bruguera    | Jordi Arrese      | 4–6, 6–1, [10–2]        | Cédric Pioline   |
| Roma        | Sergi Bruguera    | Wayne Ferreira    | 6–3, 6–4                | Henri Leconte    |
| Amburgo     | Sergi Bruguera    | Thomas Muster     | 6–1, 6–4                | Goran Ivanišević |
| Algarve     | Sergi Bruguera    | Fernando Meligeni | 6–1, 6–4                | Cédric Pioline   |
| Graz        | Michael Stich     | Cédric Pioline    | 6–2, 4–6, [10–7]        | Thomas Muster    |
| Parigi      | Sergi Bruguera    | Guy Forget        | 6–4, 6–3                | Cédric Pioline   |
| Eindhoven   | Sergi Bruguera    | Paul Haarhuis     | 7–6(6), 6–3             | John McEnroe     |
| Liegi       | Magnus Gustafsson | Henri Leconte     | 6–4, 6–4                | Paul Haarhuis    |
| Francoforte | Paul Haarhuis     | Anders Järryd     | 7–6(6), 6(14)–7, [10–8] | Michael Stich    |
| San Paolo   | Sergi Bruguera    | Fernando Meligeni | 7–6(3), 6–4             | Mats Wilander    |
| Londra      | Paul Haarhuis     | Guy Forget        | 6–1, 6–7, [10–4]        | Nessuno          |

## 2008
| Torneo     | Vincitore        | Finalista           | Punteggio              | Terzo posto       |
| ---------- | ---------------- | ------------------- | ---------------------- | ----------------- |
| Belfast    | Anders Järryd    | Mikael Pernfors     | 6–3, 7–6               | Nessuno           |
| Barcellona | Marcelo Ríos     | Michael Stich       | 6–3, 6–3               | Cédric Pioline    |
| Roma *     | Thomas Muster    | Henri Leconte       | 6–3, 6–3               | Nessuno           |
| Amburgo    | Michael Stich    | Marc-Kevin Goellner | 6–2, 7–6(4)            | Pat Cash          |
| San Paolo  | Pete Sampras     | Marcelo Ríos        | 6–2, 7–6(5)            | Jaime Oncins      |
| Istanbul   | Goran Ivanišević | Fernando Meligeni   | 6–4, 6–4               | Cédric Pioline    |
| Graz       | Patrick Rafter   | Michael Stich       | 6–3, 7–6(4)            | Henri Leconte     |
| Algarve    | Marcelo Ríos     | Goran Ivanišević    | 6–4 ret.               | Sergi Bruguera    |
| Parigi     | Stefan Edberg    | Sergi Bruguera      | 3–6, 7–5, [10–5]       | Cédric Pioline    |
| Luxembourg | John McEnroe     | Henri Leconte       | 6–1, 6–4               | Johnny Goudenbour |
| Eindhoven  | Richard Krajicek | Goran Ivanišević    | 7–6(5), 6–4            | Sergi Bruguera    |
| Budapest   | Goran Ivanišević | Henri Leconte       | 7–6(0), 6–3            | John McEnroe      |
| Londra     | Cédric Pioline   | Greg Rusedski       | 6(4)–7, 7–6(3), [11–9] | Nessuno           |

- Solo 4 partecipanti.

## 2009
| Torneo     | Vincitore      | Finalista         | Punteggio           | Terzo posto        |
| ---------- | -------------- | ----------------- | ------------------- | ------------------ |
| Barcellona | Félix Mantilla | Albert Costa      | 6–4, 6–1            | Magnus Gustafsson  |
| San Paolo  | Thomas Enqvist | Fernando Meligeni | 7–6(3), 6–3         | Henri Leconte      |
| Algarve    | Greg Rusedski  | Stefan Edberg     | 6–3, 6–4            | Fernando Meligeni  |
| Parigi     | Thomas Enqvist | Michael Chang     | 6–4, 7–6(5)         | Stefan Edberg      |
| Chengdu    | Thomas Enqvist | Goran Ivanišević  | 7–5, 6–2            | Yevgeny Kafelnikov |
| Londra     | Patrick Rafter | Stefan Edberg     | 6(5)–7, 6–4, [11–9] | Nessuno            |

## 2010
| Torneo       | Vincitore        | Finalista        | Punteggio         | Terzo posto        |
| ------------ | ---------------- | ---------------- | ----------------- | ------------------ |
| Delray Beach | Patrick Rafter   | John McEnroe     | 7–6(4), 7–6(1)    | Mats Wilander      |
| Zurigo       | Stefan Edberg    | Goran Ivanišević | 3–6, 6–3, [12–10] | Richard Krajicek   |
| Bogotà       | Thomas Enqvist   | Wayne Ferreira   | 7–6(4), 6–4       | Yevgeny Kafelnikov |
| Barcellona   | Goran Ivanišević | Thomas Enqvist   | 6–4, 6–4          | Joan Balcells      |
| San Paolo    | Thomas Enqvist   | Guy Forget       | 3–6, 6–4, [10–3]  | Yevgeny Kafelnikov |
| Algarve      | Thomas Enqvist   | Thomas Muster    | 6–4, 6–4          | Goran Ivanišević   |
| Knokke       | Goran Ivanišević | Pat Cash         | 3–6, 6–3, [10–4]  | Guy Forget         |
| Parigi       | John McEnroe     | Guy Forget       | 7–5, 6–4          | Nessuno            |
| Chengdu      | Greg Rusedski    | Pete Sampras     | 6–4, 6–2          | Thomas Enqvist     |
| Sydney       | Patrick Rafter   | John McEnroe     | 6–2, 6–2          | Thomas Enqvist     |
| Londra       | Goran Ivanišević | Todd Martin      | 6–2, 6–4          | Nessuno            |

## 2011
| Torneo            | Vincitore          | Finalista         | Punteggio           | Terzo posto      |
| ----------------- | ------------------ | ----------------- | ------------------- | ---------------- |
| Delray Beach      | Mark Philippoussis | Aaron Krickstein  | 6–3, 6–2            | Nessuno          |
| Zurigo            | Mark Philippoussis | Tim Henman        | 6-3, 7–6(3)         | Goran Ivanišević |
| Bogotà            | Mark Philippoussis | Carlos Moyá       | 7-5, 6(3)–7, [10-4] | Thomas Muster    |
| San Paolo         | Carlos Moyá        | Thomas Enqvist    | 7-6(0), 6-3         | Flávio Saretta   |
| Knokke-Heist      | Carlos Moyá        | Richard Krajicek  | 6-3, 6-2            | Guy Forget       |
| Chengdu           | Carlos Moyá        | Younes El Aynaoui | 6-2, 7–6(6)         | Pete Sampras     |
| Santiago del Cile | Carlos Moyá        | Mariano Zabaleta  | 6–3, 6–4            | Marcelo Ríos     |
| Londra            | Tim Henman         | Thomas Enqvist    | 6–3, 7–6(2)         | Nessuno          |

## 2012
| Torneo         | Vincitore        | Finalista          | Punteggio           | Terzo posto        |
| -------------- | ---------------- | ------------------ | ------------------- | ------------------ |
| Delray Beach   | Carlos Moyá      | Ivan Lendl         | 6–4, 6–4            | Michael Chang      |
| Stoccolma      | John McEnroe     | Magnus Larsson     | 6–3, 3–6, [10–7]    | Goran Ivanišević   |
| Zurigo         | Carlos Moyá      | Stefan Edberg      | 3–6, 7–5, [10–8]    | Mark Philippoussis |
| Medellín       | Carlos Moyá      | Greg Rusedski      | 6–4, 6–4            | Fabrice Santoro    |
| San Paolo      | Fabrice Santoro  | Mark Philippoussis | 6–3, 6–4            | Thomas Enqvist     |
| Knokke-Heist   | Goran Ivanišević | Thomas Enqvist     | 7–6(3), 2–6, [10–6] | Nessuno            |
| Londra         | Fabrice Santoro  | Tim Henman         | 7–5, 6–3            | Nessuno            |
| Rio de Janeiro | Thomas Enqvist   | Fabrice Santoro    | 6–3, 4–6, [10–7]    | Marcos Daniel      |

## 2013
| Torneo       | Vincitore        | Finalista          | Punteggio        | Terzo posto      |
| ------------ | ---------------- | ------------------ | ---------------- | ---------------- |
| Delray Beach | Carlos Moyá      | John McEnroe       | 6–4, 6–2         | Aaron Krickstein |
| Stoccolma    | Stefan Edberg    | John McEnroe       | 6–4, 6–3         | Magnus Larsson   |
| Edimburgo    | Thomas Enqvist   | Mark Philippoussis | 4–6, 7–5, [10–8] | Nessuno          |
| Knokke-Heist | Goran Ivanišević | Guy Forget         | 6–3, 3–6, [10–4] | Nessuno          |
| Londra       | Patrick Rafter   | Tim Henman         | 6–3, 6–1         | Nessuno          |

## 2014
| Torneo            | Vincitore         | Finalista        | Punteggio        | Terzo posto  |
| ----------------- | ----------------- | ---------------- | ---------------- | ------------ |
| Delray Beach      | Andy Roddick      | Goran Ivanišević | 6–4, 6–3         | Nessuno      |
| Stoccolma         | Thomas Enqvist    | Stefan Edberg    | 6–2, 6–3         | Carlos Moyá  |
| Knokke-Heist      | Xavier Malisse    | Fabrice Santoro  | 6–2, 6–3         | Nessuno      |
| Genova / Milano * | Goran Ivanišević  | Ivan Lendl       | 6–4, 6–4         | John McEnroe |
| Londra            | Fernando González | Andy Roddick     | 6–4, 2–6, [10–4] | Nessuno      |

- Solo 4 partecipanti.

## 2015
| Torneo          | Vincitore                                                              | Finalista                                          | Punteggio               | Terzo posto    |
| --------------- | ---------------------------------------------------------------------- | -------------------------------------------------- | ----------------------- | -------------- |
| Delray Beach    | Team International Goran Ivanišević Mark Philippoussis Mikael Pernfors | Team USA James Blake Brad Gilbert Justin Gimelstob | 6–3 (9 partite giocate) | Nessuno        |
| Knokke-Heist    | Xavier Malisse                                                         | Pete Sampras                                       | 6(5)–7, 7–5, [13–11]    | Thomas Enqvist |
| Maiorca         | Àlex Corretja                                                          | Thomas Enqvist                                     | 3–6, 6–4, [10–7]        | Tim Henman     |
| Seul            | Fernando González                                                      | Michael Chang                                      | 7–6(4), 6–2             | Marat Safin    |
| Monterrey       | Pete Sampras                                                           | John McEnroe                                       | 6–3, 7–6(2)             | Thomas Enqvist |
| Verona / Modena |                                                                        |                                                    |                         |                |
| Londra          |                                                                        |                                                    |                         |                |